# جائزة آسيا جبار للرواية
جائزة آسيا جبار (بالفرنسية: Prix Assia Djebar)‏ هي جائزة أدبية خاصة بالرواية أطلقتها عام 2015 الوكالة الوطنية للاتصال والنشر والإشهار بمناسبة الصالون الدولي للكتاب بالجزائر وتمنح سنويا لثلاث أفضل روايات جزائرية مكتوبة باللغات العربية، الفرنسية، والأمازيغية.

## الروايات الفائزة بالدورة الأولى
- العربية: سييرا دي مويرتي لعبد الوهاب عيساوي.
- الأمازيغية: تيسليت نو غانيم لرشيد بوخروب.
- الفرنسية: L’aube de l’au-delà لأمين آيت هادي.[2]

## الانتقادات والجدل
طالت الجائزة انتقادات عديدة من بينها ما اعتبر تحويل اسم الكاتبة الراحلة إلى «سجل تجاري» أو «أداة سياسية». حيث تساءل الكاتب والباحث في السياسات الثقافية عمار كساب: «كيف قبلت عائلة الكاتبة الكبيرة آسيا جبار أن تُستغل ذاكرتها في جائزة تحمل اسمها، يستعملها النظام كأداة سياسية. النظام نفسه الذي كان يمقتها بالأمس؟». وكتب الروائي والناشر بشير مفتي: «أعتقد أن الجائزة وُلدت ميتة. فهي، من البداية، رغبت أن تخسر رهان المصداقية، وهذا مشكل كل الجوائز التي تأسّست تحت رعاية رسمية». هذا بالإضافة إلى الانتقاد الذي طال آليات التحكيم ومنها عدم الإعلان عن قائمة قصيرة للروايات المرشحة للفوز ، إلا أنه وفي الدورة الأولى التي شهدت التركيز الإعلامي الأكبر أكد أعضاء لجنة التحكيم بأنه ومن مجموع 76 عمل لم يلفت انتباه اللجنة سوى 10 أعمال باللغة العربية على الرغم من دخول أسماء كبيرة للمنافسة حيث اقتصرت المنافسة في الرواية المكتوبة بالعربية على عملين فقط هما العمل المتوج سييرا دي مويرتي لعبد الوهاب عيساوي وسكرات نجمة لأمل بوشارب. أما في الدورة الثانية فقد تراجع عدد الأعمال المشاركة في اللغة العربية إلى 17 عملا فقط مما أفقد الجائزة وزنها. كما آثارت الطبعة الثانية تساؤلات عدة منها عدم إتقان رئيسة لجنة التحكيم نجاة خدة للغة العربية حيث أنها متخصصة في الأدب الفرنكفوني. بالإضافة إلى أن الرواية الفائزة عن فئة اللغة العربية «الماشاء» لسمير قاسيمي صدرت عن الجهة الراعية للجائزة نفسها وهي مؤسسة إيناغ الحكومية.